# Бресковача
Бресковача (ракија од бресака) је врста воћне ракије која се добија процесом ферментације кљука, који је добијен муљањем плодова бресака и дестилацијом преврелог кљука.

## Брескве за производњу ракије
Ова воћна врста сазрева током лета, мај-октобар. Најпогодније сорте бресака које су погодне за прераду у ракију су: редхевн, халеова позна и фајет. Бресква као изврсно стоно воће, углавном се потроши у свежем стању, а свега петина рода се употреби за производњу ове деликатесне ракије.
Препоручује се да се за производњу воћних ракија користе касније сорте бресака,  пре свега, због интензивније ароме коју преносе на ракију, садрже и више шећера, а самим тим дају и више ракије, што је веома важно са становишта економичности.
За воћне ракије ваља узимати воће које није прикладно за дуже чување и складиштење, презрело, оштећено и мање квалитетно и све друго потпуно дозрело воће које се не може друкчије искористити. Из таквог  воћа може се добити још увек добра ракија. За одличне ракије тј. ракије прворазредног квалитета потребно је узимати само зрело, неоштећено и добро чувано воће
Најбоља ракија бресковача добија се мешањем више сорти, или уколико се одвојено прерађују због различитог времена сазревања, тада се препоручује мешање (купажирање) добијених ракија. Бресковача треба да садржи најмање 45 Вол.% алкохола, јер су тада њен укус и мирис најизраженији и најфинији. Бресковаче јачине испод 45 Вол.% отужне су и нехармоничног укуса и мириса. .

### Технолошки поступак за справљање ракије
1. Берба плодова у зрелом или презрелом стању
2. Муљање плодова
3. Алкохолно врење плодова у затвореним судовима
4. Дестилација преврелог кљука
5. Одлежавање и формирање ракија

### Берба плодова
Бербу плодова брескве  треба обавити када се налазе у пуној зрелости или када су делимично презрели.  У презрелом стању имају веома изражену арому и од ње се добјају веома фине и ароматичне бресковаче

### Муљање плодова
Препоручује се да се лодовима изваде коштице јер уколико се муљање изводи класичном муљачом онда треба водити рачуна да у материјал за врење не доспеју поломљене коштице плода, јер ће се тиме битно пореметити укус како материјала за врење тако и саме ракије након проведене дестилације. Осим пада квалитета дестилата, цијанид из коштица у већим количинама може бити неугодан, па чак и отрован састојак дестилата. Препорука је да се одвајање коштица обави  ручно, јер је то најсигурнији начин да коштице, како целе тако и оштећене, неће доспети у материјал.

### Алкохолно врење
Само алкохолно врење треба да се изводи у затвореним посудама уз употребу врењаче и то у просторијама са константном температуром око 180С. При томе треба водити рачуна да не дође до кипљења комине услед виших температура (што је веома чест случај), јер само континуално врење, без значајнијих температурних осцилација гарантује да ће превирањем у материјал за дестилацију прећи како сав алкохол из плода, тако и све фине компоненте ароме и укуса препознатљивих за те воћне врсте.
Препорука је да се воћној маси (кљуку) припремљеној за ферментацију, дода сумпорна киселина у размери  100 мл на 100 кг материјала, пошто се тиме спречава развој и размножавање штетних микроорганизама, бактерија, које током врења стварају лош мирис у материјалу, а током  дестилације прелазе у ракију, те битно ремете њен квалитет.

### Дестилација преврелог кљука
Као и код свих воћних ракија период између завршетка врења и почетка дестилације мора бити што краћи, јер се само правовременом дестилацијом преврелог материјала долази  до врхунског производа - воћне ракије са префињеним укусом воћа. У самом поступку дестилације (прва дестилација, тј. производња сирове ракије из преврелог материјала) потребно је обратити пажњу на количину којом пунимо дестилациони уређај и густоћом проврелог материјала. Бресква је  воћна  врста код које се у дестилационом процесу, а посебно на самом почетку мора изузетно водити рачуна о две ствари а то су: - загоревање и - кипљење. Да би се избегла опасност од загоревања преврелог материјала, треба се материјал пре уливања у дестилацијски уређај добро промешати (пре мешања свакако одстранити танки горњи слој који се створио у процесу врења), те након мешања проценити густоћу материјала. Материјал мора бити у текућем стању, а уколико није, треба додати или воде или мекане ракије-патоке из претходне дестилације. Након уливања материјала у дестилацијски уређај, мора се обратити пажња на јачину ватре у ложишту која не сме да буде јака, и уз лагано мешање онемогућити да материјал "лежи" на дну казана, те на тај начин сасвим отклонити опасност од загоревања истог.
Изузетно је важно да  при пуњењу дестилационог уређаја треба оставити барем 30% запремине самог уређаја слободно, ватра мора бити уједначена  а мешање, мора  бити континуирано. Само на тај начин материјал неће искипити.
Количине ракије која се  добија дестилацијом бресака, мање су но код осталих воћних врста, те се зато произведеним количинама мора посветити посебна пажња, пошто је ракија од  брескве изузетно цењена и тражена на тржишту.

### Одлежавање и формирање ракија
Добијена бресковача достиже свој пун потенцијал, након одлежавања од годину дана како би се хармонизовали сви састојци. У овом периоду потребно је повремено разређивање ракије дестилованом водом, све до концентрације која је оптимална за крајњи производ, а то је 45% (18 гради).
Ракија бресковача добијена само од једне сорте брескве слабијег је квалитета него од оних добијених од више сорти (заједно превиру или се посебно добијени дестилати мешају у одговарајућем односу – купажирају). У зависности од количине шећера и врсте бресака од 100кг бресака може се добити 7,6 – 16 литара 45% бресковаче.